# バーチャルシンガー

バーチャルシンガー（英: virtual singer）とは、バーチャルな歌手を指す分類。「バーチャル・シンガー」と表記されることもある。
主に以下のいずれかを指す概念である。
1. クリプトン・フューチャー・メディアの初音ミクに代表される、歌声合成ソフトウェアに収録される音声ライブラリ[11][7]。
2. 歌唱活動を中心とするバーチャルYouTuber（VTuber）[12][13][14][15]。略して「Vシンガー[16][17][18]（ブイシンガー[19]、VSinger[20][21]）」とも呼ばれる。

本項では両者について述べる。また、バーチャルシンガーを名乗っていないVTuberの音楽活動については「バーチャルYouTuber#音楽」も参照。

## 音声合成ソフトウェアのライブラリとして
「バーチャル・シンガー」（Virtual Singer）の名称は、ボーカル・ソフトウェア用に収録された「ボーカル・フォント（歌声ライブラリ）」を指す。中黒（・）記号の有無については一定ではないが、クリプトン公式サイトでは「バーチャル・シンガー」の表記が用いられてきたが、中黒のない「バーチャルシンガー」表記が用いられることもある。
用語が使われ始めた時期は明らかになっていないが、クリプトンから2004年7月に発売されたZERO-G社開発のVOCALOID製品「MIRIAM」の商品紹介ページで使用されている。また、初音ミクやMEIKOなどのバーチャルシンガーのイメージキャラクターが付随する歌声合成ソフトは「バーチャル・シンガーソフトウェア」とも称されている。クリプトンはバーチャル・シンガーソフトウェアのパッケージに描かれているキャラクターを「バーチャル・シンガー」と表現しており、特に自社のキャラクター（初音ミク、鏡音リン・レン、巡音ルカ、MEIKO、KAITO）について「ピアプロキャラクターズ」と呼んでいる。
ゲーム『プロジェクトセカイ カラフルステージ! feat. 初音ミク』では、キャラクターとして登場するピアプロキャラクターズを「バーチャル・シンガー」と呼んでいる。
洛天依は、中国語版『VOCALOID 3』に収録されている2012年7月に誕生した世界初の中国語音楽ライブラリであり、バーチャルシンガーと言及される。「Vsinger」と呼ばれるシリーズで展開されている。

## バーチャルYouTuberのジャンルとして
バーチャルYouTuber（VTuber）は活動内容や運営方針などにより、様々な呼称が用いられる。歌唱活動をメインに活動するVTuberは、「バーチャルシンガー」や「VSinger」を自称したり、そう言及されることがある。「歌系VTuber」や「音楽系VTuber」などの表現もある。より幅広いジャンルとして「バーチャルアーティスト」、「バーチャルアイドル」といった肩書が用いられることもある。または具体的な活動により、「バーチャルラッパー」、「バーチャルシンガーソングライター」のような表現が用いられることもある。
バーチャルシンガーが現れ始めた2018年頃はまだその存在は珍しかったが、2022年現在では多くの人が「バーチャルシンガー」として活動し、「歌い手」でもアバターを持っていることも多い。VTuberが歌手としてメジャーデビューすることや、オリジナル楽曲の配信を行うことも増えた。ドラマやアニメの主題歌に起用される例もある。花譜はバーチャルシンガーと（バーチャルでない）歌手との違いを、「もう一つの"体"を持ち生まれ変わること」と捉えていると語っている。
バーチャルシンガーでは、リアルとバーチャルの両方の体で活動するような流れもみられる。リアルとバーチャルを行き来する活動形態を持つ七海うららは、「パラレルシンガー」の肩書を名乗っている。同様の活動はVALISや長瀬有花などでも見られる。

### 代表的なバーチャルシンガー
『VTuber学』では（自称しているかにかかわらず）バーチャルシンガーの例として、YuNi、富士葵、かしこまり、KMNZ、花譜、HIMEHINAの名が挙げられている。NHK Eテレのバラエティ番組「沼にハマってきいてみた」では、「バーチャルシンガー」特集が放送され、上記の富士葵とHIMEHINAに加え、MonsterZ MATEおよびピーナッツくんが取り上げられた。
VTuberの肩書として「バーチャルシンガー」の語を用いたのはYuNiであり、2018年6月14日に「（自称）世界初のバーチャルシンガー」を標榜してデビューした。バーチャルシンガーの略称として「VSinger」という表記も用いている。2021年6月16日にはメジャーデビューし、アルバム『eternal journey』をリリースした。2022年2月からセルフプロデュースプロジェクトcyAnosを始め、リアルな姿を示した活動も行っている。
それ以前に活動を開始した、音楽活動を中心とするVTuberも「バーチャルシンガー」として言及されることがある。
富士葵は2017年12月にデビューし、バーチャルYouTuberブームの最初期から歌を中心に活動している。2018年6月にVTuberとして初めて、オリジナル曲で音楽メジャーデビューした。そのため、ライターのオグマフミヤは富士葵を「歌系VTuberの草分け的存在」としている。当時「バーチャルシンガー」は自称していなかったが、バーチャルシンガーとして言及されることもある。
かしこまりは2018年2月13日に「バーチャルYouTuber/シンガー」としてデビューし、「VTuber/シンガーソングライター」を名乗っている。バーチャルアーティストユニットとして紹介されるHIMEHINAも、2018年2月にYouTubeで活動を開始し、オリジナル曲や音楽ライブ開催などの活動を行っている。
KMNZは2018年6月に LITA と LIZ の2人組として活動を開始したバーチャルガールズユニットである。バーチャルシンガーユニットとして紹介されることもあり、「バーチャル×ストリートカルチャーの融合」を掲げて音楽活動を行っている。なお、2023年末にメンバー LIZ の卒業により活動休止していたが、翌年5月より TINA と NERO の新メンバーを加えて再び活動している。
KAMITSUBAKI STUDIOの花譜は、2018年10月にバーチャルシンガー（バーチャルアーティスト）としてデビューした。2022年8月には、バーチャルシンガーとして初の日本武道館での単独公演を果たしている。また、バーチャルシンガーソングライター「廻花」としても活動している。
AZKiは2018年11月に活動を開始し、ホロライブ0期生の「音楽特化型VTuber (VSinger)」として活動している。AZKiはバーチャルシンガーとしても言及される。同じく現在ホロライブ0期生として活動する星街すいせいは、VTuber史上初となるYouTubeチャンネル「THE FIRST TAKE」への出演や、オリコン週間デジタルシングルランキング 1位の獲得、ミュージックビデオがVTuber史上最速で1億再生を突破した「ビビデバ」など、音楽活動を中心として活動を行っている。「バーチャルシンガー」として言及されることもあるが、自称としては採用せず、現在は「バーチャルアイドル」を名乗っている。